# Temporada 2017 del fútbol ecuatoriano
La Temporada 2017 del fútbol ecuatoriano abarca todas las actividades relativas a campeonatos de fútbol profesional y amateur, nacionales e internacionales, disputados por clubes ecuatorianos, y por las selecciones nacionales de este país, en sus diversas categorías, durante 2017.
| Categoría         | Campeonato | Campeón                     | Título      |
| ----------------- | ---------- | --------------------------- | ----------- |
| Serie A           | Anual 2017 | Club Sport Emelec           | 14.° Título |
| Serie B           | Anual 2017 | Club Técnico Universitario  | 6.° Título  |
| Segunda Categoría | Anual 2017 | Club Deportivo Puerto Quito | 1.er Título |

## Torneos locales (Campeonatos regulares)

### Serie A

#### Primera Etapa
Clasificación
|  |     | Equipo                  | PJ | PG | PE | PP | GF | GC | DG  | PTS |
|  | --- | ----------------------- | -- | -- | -- | -- | -- | -- | --- | --- |
|  | 1.  | Delfín S.C.             | 22 | 13 | 8  | 1  | 35 | 14 | +21 | 47  |
|  | 2.  | C.S. Emelec             | 22 | 9  | 11 | 2  | 32 | 21 | +11 | 38  |
|  | 3.  | Independiente del Valle | 22 | 10 | 7  | 5  | 27 | 19 | +8  | 37  |
|  | 4.  | Barcelona S.C.          | 22 | 12 | 5  | 5  | 36 | 21 | +15 | 35  |
|  | 5.  | Macará                  | 22 | 9  | 6  | 7  | 29 | 29 | 0   | 33  |
|  | 6.  | Deportivo Cuenca        | 22 | 7  | 8  | 7  | 24 | 23 | +1  | 29  |
|  | 7.  | Universidad Católica    | 22 | 7  | 7  | 8  | 33 | 26 | +7  | 28  |
|  | 8.  | River Ecuador           | 22 | 6  | 8  | 8  | 20 | 25 | -5  | 26  |
|  | 9.  | El Nacional             | 22 | 5  | 8  | 9  | 27 | 36 | -9  | 23  |
|  | 10. | Liga de Quito           | 22 | 3  | 10 | 9  | 25 | 32 | -7  | 19  |
|  | 11. | Fuerza Amarilla         | 22 | 2  | 10 | 10 | 17 | 31 | -14 | 16  |
|  | 12. | Clan Juvenil            | 22 | 2  | 6  | 14 | 19 | 46 | -27 | 12  |

Pts = Puntos; PJ = Partidos jugados; G = Partidos ganados; E = Partidos empatados; P = Partidos perdidos; GF = Goles anotados; GC = Goles recibidos; Dif = Diferencia de gol
|  | Clasificado a la Final de Campeonato y a la Copa Libertadores 2018. |

Resultados
| Local/Visitante         | BAR   | CJU   | DEL   | CUE   | NAC   | EME   | FAM   | IDV   | LDU   | MAC   | RIV   | CAT   |
| ----------------------- | ----- | ----- | ----- | ----- | ----- | ----- | ----- | ----- | ----- | ----- | ----- | ----- |
| Barcelona               |       | 4 - 1 | 1 - 2 | 1 - 0 | 3 - 2 | 2 - 1 | 2 - 0 | 2 - 1 | 3 - 1 | 1 - 1 | 2 - 0 | 1 - 3 |
| Clan Juvenil            | 1 - 1 |       | 0 - 1 | 2 - 0 | 3 - 4 | 2 - 2 | 1 - 1 | 0 - 2 | 0 - 0 | 0 - 2 | 2 - 1 | 0 - 1 |
| Delfín                  | 1 - 0 | 1 - 0 |       | 1 - 0 | 3 - 0 | 3 - 3 | 5 - 1 | 2 - 1 | 4 - 1 | 1 - 0 | 0 - 0 | 3 - 1 |
| Dep. Cuenca             | 1 - 1 | 2 - 0 | 1 - 1 |       | 3 - 1 | 2 - 2 | 1 - 0 | 2 - 0 | 2 - 0 | 1 - 3 | 2 - 1 | 2 - 2 |
| El Nacional             | 1 - 3 | 3 - 1 | 0 - 0 | 0 - 0 |       | 0 - 2 | 4 - 2 | 0 - 2 | 1 - 1 | 2 - 0 | 2 - 2 | 1 - 1 |
| Emelec                  | 1 - 0 | 2 - 0 | 1 - 1 | 2 - 1 | 0 - 0 |       | 1 - 0 | 1 - 1 | 2 - 0 | 2 - 0 | 1 - 0 | 2 - 2 |
| Fuerza Amarilla         | 0 - 3 | 1 - 1 | 1 - 1 | 0 - 0 | 3 - 0 | 0 - 1 |       | 1 - 2 | 1 - 1 | 1 - 1 | 0 - 2 | 3 - 1 |
| Independiente del Valle | 0 - 2 | 4 - 1 | 1 - 1 | 1 - 0 | 0 - 2 | 1 - 1 | 2 - 0 |       | 2 - 1 | 1 - 0 | 0 - 0 | 1 - 0 |
| Liga de Quito           | 1 - 1 | 5 - 0 | 0 - 2 | 1 - 1 | 2 - 2 | 1 - 1 | 1 - 1 | 1 - 1 |       | 2 - 3 | 4 - 0 | 1 - 0 |
| Macará                  | 2 - 1 | 2 - 2 | 1 - 2 | 2 - 2 | 1 - 0 | 4 - 3 | 0 - 0 | 1 - 1 | 1 - 0 |       | 2 - 1 | 0 - 3 |
| River Ecuador           | 0 - 0 | 2 - 1 | 1 - 0 | 2 - 0 | 3 - 1 | 0 - 0 | 1 - 1 | 0 - 0 | 1 - 1 | 3 - 0 |       | 0 - 2 |
| U. Católica             | 1 - 2 | 5 - 1 | 0 - 0 | 0 - 1 | 1 - 1 | 1 - 1 | 0 - 0 | 1 - 3 | 3 - 0 | 1 - 3 | 4 - 0 |       |

     Ganó equipo local
     Ganó equipo visitante
     Empate

#### Segunda Etapa
Clasificación
|  |     | Equipo                  | PJ | PG | PE | PP | GF | GC | DG  | PTS |
|  | --- | ----------------------- | -- | -- | -- | -- | -- | -- | --- | --- |
|  | 1.  | C.S. Emelec             | 22 | 14 | 3  | 5  | 42 | 18 | +24 | 45  |
|  | 2.  | El Nacional             | 22 | 11 | 5  | 6  | 43 | 27 | +16 | 38  |
|  | 3.  | Macará                  | 22 | 10 | 7  | 5  | 28 | 17 | +11 | 37  |
|  | 4.  | Delfín S.C.             | 22 | 9  | 10 | 3  | 30 | 20 | +10 | 37  |
|  | 5.  | Liga de Quito           | 22 | 10 | 5  | 7  | 41 | 32 | +9  | 35  |
|  | 6.  | Independiente del Valle | 22 | 9  | 7  | 6  | 41 | 30 | +11 | 34  |
|  | 7.  | Barcelona S.C.          | 22 | 8  | 8  | 6  | 26 | 20 | +6  | 32  |
|  | 8.  | Deportivo Cuenca        | 22 | 9  | 5  | 8  | 27 | 26 | +1  | 32  |
|  | 9.  | Guayaquil City          | 22 | 4  | 7  | 11 | 15 | 31 | -16 | 19  |
|  | 10. | Universidad Católica    | 22 | 5  | 2  | 15 | 23 | 41 | -18 | 17  |
|  | 11. | Clan Juvenil            | 22 | 4  | 5  | 13 | 31 | 56 | -25 | 17  |
|  | 12. | Fuerza Amarilla         | 22 | 5  | 2  | 15 | 17 | 45 | -28 | 12  |

Pts = Puntos; PJ = Partidos jugados; G = Partidos ganados; E = Partidos empatados; P = Partidos perdidos; GF = Goles anotados; GC = Goles recibidos; Dif = Diferencia de gol
|  | Clasificado a la Final de Campeonato y a la Copa Libertadores 2018. |

Resultados
| Local/Visitante         | BAR   | CJU   | DEL   | CUE   | NAC   | EME   | FAM   | IDV   | LDU   | MAC   | GCI   | CAT   |
| ----------------------- | ----- | ----- | ----- | ----- | ----- | ----- | ----- | ----- | ----- | ----- | ----- | ----- |
| Barcelona               |       | 2 - 1 | 1 - 1 | 3 - 0 | 1 - 2 | 0 - 0 | 2 - 0 | 1 - 1 | 2 - 0 | 0 - 1 | 0 - 0 | 0 - 1 |
| Clan Juvenil            | 0 - 2 |       | 3 - 3 | 2 - 2 | 2 - 2 | 1 - 2 | 1 - 0 | 2 - 4 | 0 - 0 | 1 - 0 | 4 - 1 | 6 - 3 |
| Delfín                  | 1 - 1 | 3 - 0 |       | 0 - 0 | 2 - 1 | 2 - 1 | 3 - 0 | 2 - 0 | 1 - 0 | 1 - 1 | 2 - 0 | 2 - 0 |
| Dep. Cuenca             | 1 - 0 | 3 - 0 | 1 - 1 |       | 1 - 2 | 0 - 2 | 2 - 1 | 1 - 0 | 1 - 3 | 0 - 1 | 3 - 0 | 3 - 1 |
| El Nacional             | 3 - 3 | 4 - 0 | 1 - 0 | 0 - 1 |       | 3 - 1 | 6 - 0 | 1 - 1 | 4 - 2 | 1 - 0 | 1 - 0 | 3 - 1 |
| Emelec                  | 3 - 0 | 5 - 1 | 0 - 0 | 1 - 0 | 2 - 1 |       | 2 - 0 | 2 - 1 | 2 - 1 | 2 - 1 | 2 - 0 | 2 - 0 |
| Fuerza Amarilla         | 0 - 2 | 3 - 2 | 1 - 2 | 2 - 0 | 1 - 0 | 0 - 3 |       | 1 - 2 | 1 - 1 | 2 - 2 | 0 - 3 | 2 - 0 |
| Independiente del Valle | 2 - 2 | 2 - 1 | 2 - 2 | 2 - 3 | 2 - 2 | 2 - 1 | 6 - 0 |       | 1 - 3 | 1 - 1 | 4 - 1 | 2 - 0 |
| Liga de Quito           | 0 - 0 | 6 - 3 | 5 - 2 | 2 - 1 | 0 - 3 | 2 - 4 | 3 - 1 | 3 - 1 |       | 2 - 0 | 1 - 1 | 3 - 0 |
| Macará                  | 1 - 0 | 7 - 1 | 0 - 0 | 1 - 1 | 3 - 2 | 1 - 0 | 1 - 0 | 0 - 0 | 1 - 1 |       | 0 - 1 | 2 - 1 |
| Guayaquil City          | 1 - 2 | 0 - 0 | 0 - 0 | 0 - 1 | 2 - 2 | 1 - 1 | 0 - 2 | 1 - 2 | 1 - 0 | 0 - 3 |       | 2 - 1 |
| U. Católica             | 1 - 2 | 2 - 0 | 2 - 0 | 2 - 2 | 1 - 2 | 3 - 1 | 2 - 0 | 0 - 3 | 2 - 3 | 0 - 1 | 0 - 0 |       |

     Ganó equipo local
     Ganó equipo visitante
     Empate

#### Tabla acumulada
|  |  |     | Equipo                  | PJ | PG | PE | PP | GF | GC  | DG  | PTS |
|  |  | --- | ----------------------- | -- | -- | -- | -- | -- | --- | --- | --- |
|  |  | 1.  | Delfín S.C.             | 44 | 22 | 18 | 4  | 64 | 34  | +20 | 84  |
|  |  | 2.  | C.S. Emelec             | 44 | 23 | 14 | 7  | 71 | 41  | +30 | 83  |
|  |  | 3.  | Independiente del Valle | 44 | 19 | 14 | 11 | 68 | 49  | +19 | 71  |
|  |  | 4.  | Macará                  | 44 | 19 | 13 | 12 | 57 | 47  | +10 | 70  |
|  |  | 5.  | Barcelona S.C.          | 44 | 20 | 13 | 11 | 62 | 41  | +21 | 67  |
|  |  | 6.  | El Nacional             | 44 | 17 | 13 | 14 | 73 | 62  | +11 | 64  |
|  |  | 7.  | Deportivo Cuenca        | 44 | 16 | 13 | 15 | 51 | 49  | +2  | 61  |
|  |  | 8.  | Liga de Quito           | 44 | 13 | 15 | 16 | 66 | 64  | +2  | 54  |
|  |  | 9.  | Universidad Católica    | 44 | 12 | 9  | 23 | 56 | 67  | -11 | 45  |
|  |  | 10. | Guayaquil City          | 44 | 10 | 15 | 19 | 35 | 56  | -21 | 45  |
|  |  | 11. | Clan Juvenil            | 44 | 6  | 11 | 27 | 50 | 102 | -52 | 29  |
|  |  | 12. | Fuerza Amarilla         | 44 | 7  | 12 | 25 | 34 | 76  | -42 | 28  |

|  | Campeón, clasificó a la fase de grupos de Copa Libertadores 2018 como Ecuador 1.     |
|  | Subcampeón, clasificó a la fase de grupos de Copa Libertadores 2018 como Ecuador 2.  |
|  | Clasificó a la Segunda Fase Clasificatoria de Copa Libertadores 2018 como Ecuador 3. |
|  | Clasificó a la Primera Fase Clasificatoria de Copa Libertadores 2018 como Ecuador 4. |
|  | Clasificó a la Primera Fase de Copa Sudamericana 2018 como Ecuador 1.                |
|  | Clasificó a la Primera Fase de Copa Sudamericana 2018 como Ecuador 2.                |
|  | Clasificó a la Primera Fase de Copa Sudamericana 2018 como Ecuador 3.                |
|  | Jugó el repechaje contra el campeón de la Serie B para la Copa Sudamericana 2018.    |
|  | Descendieron a la Serie B 2018.                                                      |

#### Final
| Finalistas  | Vía de clasificación        |
| ----------- | --------------------------- |
| Delfín S.C. | Ganador de la Primera etapa |
| C.S. Emelec | Ganador de la Segunda etapa |

Ida
| 13 de diciembre de 2017, 20:00 | C.S. Emelec                                        | 4:2 (2:0)                                     | Delfín S.C.    | Estadio Banco del Pacífico, Guayaquil                      |                                                            |
|                                | Guagua 9' · Gaibor 41' · Preciado 70' · Angulo 78' | FEF Reporte Ecuagol Reporte Soccerway Reporte | Luna 69' 90+3' | Asistencia: 34 819 espectadores Árbitro(s): Roddy Zambrano | Asistencia: 34 819 espectadores Árbitro(s): Roddy Zambrano |

Vuelta
| 17 de diciembre de 2017, 12:00 | Delfín S.C. | 0:2 (0:1)                                     | C.S. Emelec               | Estadio Jocay, Manta                                   |                                                        |
|                                |             | FEF Reporte Ecuagol Reporte Soccerway Reporte | Preciado 45' · Angulo 64' | Asistencia: 11 800 espectadores Árbitro(s): Omar Ponce | Asistencia: 11 800 espectadores Árbitro(s): Omar Ponce |

- Emelec ganó 6 - 2 en el marcador global.

|                                       |
|                                       |
| Club Sport Emelec Campeón 14.° Título |

### Serie B

#### Primera Etapa
Clasificación
|  |     | Equipo                | PJ | PG | PE | PP | GF | GC | DG  | PTS |
|  | --- | --------------------- | -- | -- | -- | -- | -- | -- | --- | --- |
|  | 1.  | Técnico Universitario | 22 | 13 | 3  | 6  | 37 | 19 | +18 | 42  |
|  | 2.  | Santa Rita            | 22 | 12 | 4  | 6  | 25 | 18 | +7  | 40  |
|  | 3.  | Liga de Loja          | 22 | 12 | 4  | 6  | 29 | 21 | +8  | 39  |
|  | 4.  | Mushuc Runa S.C.      | 22 | 11 | 5  | 6  | 24 | 18 | +6  | 38  |
|  | 5.  | Liga de Portoviejo    | 22 | 9  | 6  | 7  | 20 | 16 | +4  | 33  |
|  | 6.  | Aucas                 | 22 | 10 | 3  | 9  | 34 | 31 | +3  | 33  |
|  | 7.  | Gualaceo S.C.         | 22 | 10 | 3  | 9  | 32 | 30 | +2  | 33  |
|  | 8.  | Olmedo                | 22 | 9  | 3  | 10 | 22 | 25 | -3  | 30  |
|  | 9.  | Colón F.C.            | 22 | 6  | 8  | 8  | 21 | 21 | 0   | 26  |
|  | 10. | América de Quito      | 22 | 5  | 6  | 11 | 15 | 28 | -13 | 21  |
|  | 11. | Imbabura S.C.         | 22 | 4  | 8  | 10 | 17 | 26 | -9  | 20  |
|  | 12. | Manta F.C.            | 22 | 3  | 3  | 16 | 21 | 44 | -23 | 12  |

Pts = Puntos; PJ = Partidos jugados; G = Partidos ganados; E = Partidos empatados; P = Partidos perdidos; GF = Goles anotados; GC = Goles recibidos; Dif = Diferencia de gol

#### Segunda Etapa
Clasificación
|  |     | Equipo                | PJ | PG | PE | PP | GF | GC | DG  | PTS |
|  | --- | --------------------- | -- | -- | -- | -- | -- | -- | --- | --- |
|  | 1.  | Aucas                 | 22 | 13 | 6  | 3  | 33 | 19 | +14 | 45  |
|  | 2.  | Olmedo                | 22 | 13 | 2  | 7  | 31 | 22 | +9  | 40  |
|  | 3.  | Técnico Universitario | 22 | 11 | 4  | 7  | 32 | 26 | +6  | 37  |
|  | 4.  | Manta F.C.            | 22 | 10 | 5  | 7  | 27 | 18 | +9  | 35  |
|  | 5.  | América de Quito      | 22 | 8  | 7  | 7  | 28 | 22 | +6  | 31  |
|  | 6.  | Liga de Portoviejo    | 22 | 8  | 7  | 7  | 25 | 29 | -4  | 31  |
|  | 7.  | Santa Rita            | 22 | 6  | 12 | 4  | 22 | 17 | +5  | 30  |
|  | 8.  | Gualaceo S.C.         | 22 | 7  | 8  | 7  | 19 | 20 | -1  | 29  |
|  | 9.  | Imbabura S.C.         | 22 | 7  | 6  | 9  | 23 | 29 | -6  | 27  |
|  | 10. | Mushuc Runa S.C.      | 22 | 6  | 7  | 9  | 23 | 29 | -6  | 25  |
|  | 11. | Liga de Loja          | 22 | 6  | 3  | 13 | 24 | 30 | -6  | 21  |
|  | 12. | Colón F.C.            | 22 | 0  | 7  | 15 | 11 | 36 | -25 | 7   |

Pts = Puntos; PJ = Partidos jugados; G = Partidos ganados; E = Partidos empatados; P = Partidos perdidos; GF = Goles anotados; GC = Goles recibidos; Dif = Diferencia de gol

#### Tabla acumulada
Clasificación
|  |  |     | Equipo                | PJ | PG | PE | PP | GF | GC | DG  | PTS |
|  |  | --- | --------------------- | -- | -- | -- | -- | -- | -- | --- | --- |
|  |  | 1.  | Técnico Universitario | 44 | 24 | 7  | 13 | 69 | 45 | +24 | 79  |
|  |  | 2.  | Aucas                 | 44 | 23 | 9  | 12 | 67 | 50 | +17 | 78  |
|  |  | 3.  | Santa Rita            | 44 | 18 | 16 | 10 | 47 | 35 | +12 | 70  |
|  |  | 4.  | Olmedo                | 44 | 22 | 5  | 17 | 53 | 47 | +6  | 70  |
|  |  | 5.  | Liga de Portoviejo    | 44 | 17 | 13 | 14 | 45 | 45 | 0   | 64  |
|  |  | 6.  | Mushuc Runa S.C.      | 44 | 17 | 12 | 15 | 47 | 47 | 0   | 63  |
|  |  | 7.  | Gualaceo S.C.         | 44 | 17 | 11 | 16 | 51 | 50 | +1  | 62  |
|  |  | 8.  | Liga de Loja          | 44 | 18 | 7  | 19 | 53 | 51 | +2  | 57  |
|  |  | 9.  | América de Quito      | 44 | 13 | 13 | 18 | 42 | 50 | -8  | 52  |
|  |  | 10. | Manta F.C.            | 44 | 13 | 8  | 23 | 48 | 62 | -14 | 47  |
|  |  | 11. | Imbabura S.C.         | 44 | 11 | 14 | 19 | 40 | 55 | -15 | 47  |
|  |  | 12. | Colón F.C.            | 44 | 6  | 15 | 23 | 32 | 57 | -25 | 33  |

|  | Campeón Anual ascendió a la Serie A 2018 y clasificó al repechaje por la Copa Sudamericana 2018. |
|  | Subcampeón Anual ascendió a la Serie A 2018.                                                     |
|  | Descendieron a la Segunda Categoría 2018.                                                        |

#### Clasificación a la Copa Sudamericana 2018
| Equipos               | Vía de clasificación                    |
| --------------------- | --------------------------------------- |
| Liga de Quito         | 8.° lugar de la tabla acumulada Serie A |
| Técnico Universitario | Campeón de la Serie B                   |

Ida
| 13 de diciembre de 2017, 20:00 | Técnico Universitario | 1:2 (1:0)         | Liga de Quito                | Estadio Bellavista, Ambato                              |                                                         |
|                                | Armas 35' (pen.)      | Soccerway Reporte | Barcos 90' · Salaberry 90+3' | Asistencia: 13 800 espectadores Árbitro(s): Carlos Orbe | Asistencia: 13 800 espectadores Árbitro(s): Carlos Orbe |

Vuelta
| 17 de diciembre de 2017, 11:30 | Liga de Quito                 | 3:3 (2:0)         | Técnico Universitario | Estadio Casa Blanca, Quito |                         |
|                                | Cevallos 14' 52' · Barcos 18' | Soccerway Reporte | Renato 61' 70' 76'    | Árbitro(s): Luis Quiroz    | Árbitro(s): Luis Quiroz |

- Liga de Quito ganó la serie por un global de 5 - 4.

|                                                                |
|                                                                |
| Liga de Quito Clasificado a Copa Sudamericana 2018 (Ecuador 4) |

### Segunda Categoría

#### Torneos Provinciales

##### Azuay
Clasificación
|  |    | Equipo                | PJ | PG | PE | PP | GF | GC | DG  | PTS |
|  | -- | --------------------- | -- | -- | -- | -- | -- | -- | --- | --- |
|  | 1. | Atenas F.C.           | 14 | 9  | 5  | 0  | 56 | 6  | +50 | 32  |
|  | 2. | Baldor Bermeo Cabrera | 14 | 10 | 2  | 2  | 45 | 7  | +38 | 32  |
|  | 3. | Estudiantes           | 14 | 9  | 4  | 1  | 47 | 7  | +40 | 31  |
|  | 4. | Tecni Club            | 13 | 5  | 5  | 3  | 27 | 15 | +12 | 20  |
|  | 5. | El Cuartel            | 14 | 4  | 4  | 6  | 18 | 46 | -28 | 16  |
|  | 6. | La Gloria             | 13 | 4  | 1  | 8  | 29 | 26 | +3  | 13  |
|  | 7. | Estrella Roja         | 13 | 1  | 1  | 11 | 5  | 76 | -71 | 4   |
|  | 8. | Cruz del Vado         | 13 | 1  | 0  | 12 | 10 | 52 | -42 | 3   |

|  | Clasificados a las semifinales. |

Cuadro final
|  | Semifinales           | Semifinales     | Semifinales           |   |             | Final       | Final       | Final       |  |
|  | 7 y 12 de julio       | 7 y 12 de julio | 7 y 12 de julio       |   |             | 16 de julio | 16 de julio | 16 de julio |  |
|  |                       |                 |                       |   |             |             |             |             |  |
|  |                       |                 |                       |   |             |             |             |             |  |
|  | Atenas F.C.           | 4               | 2                     |   |             |             |             |             |  |
|  | Atenas F.C.           | 4               | 2                     |   |             |             |             |             |  |
|  | Tecni Club            | 0               | 1                     |   |             |             |             |             |  |
|  | Tecni Club            | 0               | 1                     |   | Atenas F.C. | 1           | -           |             |  |
|  |                       |                 |                       |   | Atenas F.C. | 1           | -           |             |  |
|  |                       |                 | Baldor Bermeo Cabrera | 3 | -           |             |             |             |  |
|  | Baldor Bermeo Cabrera | 2               | Baldor Bermeo Cabrera | 3 | -           | 2           |             |             |  |
|  | Baldor Bermeo Cabrera | 2               |                       |   |             | 2           |             |             |  |
|  | Estudiantes           | 2               | 1                     |   |             |             |             |             |  |
|  | Estudiantes           | 2               | 1                     |   |             |             |             |             |  |
|  |                       |                 |                       |   |             |             |             |             |  |

##### Bolívar
Clasificación

##### Cañar
Clasificación
|  |    | Equipo               | PJ | PG | PE | PP | GF | GC | DG  | PTS |
|  | -- | -------------------- | -- | -- | -- | -- | -- | -- | --- | --- |
|  | 1. | San Francisco        | 13 | 11 | 1  | 1  | 53 | 7  | +46 | 34  |
|  | 2. | Municipal Cañar      | 13 | 10 | 1  | 2  | 63 | 13 | +50 | 31  |
|  | 3. | Cañar F.C.           | 13 | 9  | 1  | 3  | 35 | 13 | +22 | 28  |
|  | 4. | Grupo Alcívar        | 13 | 6  | 0  | 7  | 28 | 22 | +6  | 18  |
|  | 5. | Equipo de Cristo     | 13 | 4  | 1  | 8  | 25 | 47 | -22 | 13  |
|  | 6. | La Troncal Unida     | 13 | 3  | 3  | 7  | 21 | 42 | -21 | 12  |
|  | 7. | Ciudadelas del Norte | 13 | 2  | 3  | 8  | 12 | 39 | -27 | 9   |
|  | 8. | Canteros Aliados     | 13 | 1  | 2  | 10 | 13 | 67 | -54 | 5   |

|  | Campeón y clasificado a los zonales de Segunda Categoría 2017.     |
|  | Vicecampeón y clasificado a los zonales de Segunda Categoría 2017. |

##### Carchi
Clasificación
|  |    | Equipo                | PJ | PG | PE | PP | GF | GC | DG  | PTS |
|  | -- | --------------------- | -- | -- | -- | -- | -- | -- | --- | --- |
|  | 1. | Deportivo San Gabriel | 9  | 8  | 0  | 1  | 50 | 10 | +40 | 24  |
|  | 2. | Deportivo Dunamis     | 8  | 3  | 2  | 3  | 19 | 21 | -2  | 11  |
|  | 3. | Atlético Huaca        | 9  | 3  | 1  | 5  | 15 | 26 | -11 | 10  |
|  | 4. | Carchi 04 F.C.        | 8  | 1  | 1  | 6  | 11 | 38 | -27 | 4   |

|  | Campeón y clasificado a los zonales de Segunda Categoría 2017. |

##### Chimborazo
Clasificación
|  |    | Equipo                  | PJ | PG | PE | PP | GF | GC | DG  | PTS |
|  | -- | ----------------------- | -- | -- | -- | -- | -- | -- | --- | --- |
|  | 1. | Alianza                 | 10 | 7  | 2  | 1  | 31 | 7  | +24 | 23  |
|  | 2. | Deportivo Guano         | 10 | 6  | 3  | 1  | 34 | 9  | +25 | 21  |
|  | 3. | Independiente San Pedro | 10 | 5  | 3  | 2  | 23 | 12 | +11 | 18  |
|  | 4. | Star Club               | 9  | 2  | 2  | 5  | 16 | 13 | +3  | 8   |
|  | 5. | Darwin                  | 9  | 2  | 2  | 5  | 9  | 19 | -10 | 8   |
|  | 6. | Estudiantes de La Plata | 10 | 1  | 0  | 9  | 7  | 60 | -53 | 3   |

|  | Campeón y clasificado a los zonales de Segunda Categoría 2017.     |
|  | Vicecampeón y clasificado a los zonales de Segunda Categoría 2017. |

##### Cotopaxi
Clasificación
|  |    | Equipo             | PJ | PG | PE | PP | GF | GC | DG  | PTS |
|  | -- | ------------------ | -- | -- | -- | -- | -- | -- | --- | --- |
|  | 1. | La Unión           | 14 | 12 | 1  | 1  | 61 | 8  | +53 | 37  |
|  | 2. | Alianza Cotopaxi   | 13 | 10 | 2  | 1  | 67 | 7  | +60 | 32  |
|  | 3. | Atlético Saquisilí | 13 | 7  | 4  | 2  | 44 | 9  | +35 | 25  |
|  | 4. | U.T. de Cotopaxi   | 13 | 6  | 2  | 5  | 44 | 30 | +14 | 20  |
|  | 5. | Estudiantes F.C.   | 12 | 5  | 1  | 6  | 16 | 30 | -14 | 16  |
|  | 6. | Ciudad de León     | 13 | 2  | 1  | 10 | 12 | 38 | -26 | 7   |
|  | 7. | Pichincha F.C.     | 13 | 2  | 1  | 10 | 13 | 55 | -42 | 7   |
|  | 8. | Panamericana       | 13 | 2  | 0  | 11 | 11 | 91 | -80 | 6   |

|  | Campeón y clasificado a los zonales de Segunda Categoría 2017.     |
|  | Vicecampeón y clasificado a los zonales de Segunda Categoría 2017. |

##### El Oro
Clasificación
Grupo 1
|  |    | Equipo              | PJ | PG | PE | PP | GF | GC | DG  | PTS |
|  | -- | ------------------- | -- | -- | -- | -- | -- | -- | --- | --- |
|  | 1. | Audaz Octubrino     | 8  | 6  | 1  | 1  | 55 | 4  | +51 | 19  |
|  | 2. | Cantera del Jubones | 8  | 4  | 2  | 2  | 18 | 10 | +8  | 14  |
|  | 3. | Huaquillas F.C.     | 7  | 4  | 0  | 3  | 14 | 10 | +4  | 12  |
|  | 4. | Parma F.C.          | 8  | 3  | 1  | 4  | 11 | 18 | -7  | 10  |
|  | 5. | Santa Rosa F.C.     | 7  | 0  | 0  | 7  | 0  | 56 | -56 | 0   |

|  | Clasificado al Cuadrangular final. |
|  | Santa Rosa FC perdió la categoría. |

Grupo 2
|  |    | Equipo               | PJ | PG | PE | PP | GF | GC | DG  | PTS |
|  | -- | -------------------- | -- | -- | -- | -- | -- | -- | --- | --- |
|  | 1. | Orense S.C.          | 8  | 7  | 1  | 0  | 31 | 4  | +27 | 22  |
|  | 2. | Santos F.C.          | 8  | 5  | 2  | 1  | 13 | 5  | +8  | 17  |
|  | 3. | Deportivo Bolívar    | 8  | 4  | 1  | 3  | 18 | 11 | +7  | 13  |
|  | 4. | Comercial Huaquillas | 8  | 1  | 1  | 6  | 5  | 21 | -16 | 4   |
|  | 5. | Atlético Mineiro     | 8  | 0  | 1  | 7  | 3  | 29 | -26 | 1   |

|  | Clasificado al Hexagonal final.           |
|  | Comercial Huaquillas perdió la categoría. |

Cuadrangular final
|  |    | Equipo              | PJ | PG | PE | PP | GF | GC | DG  | PTS |
|  | -- | ------------------- | -- | -- | -- | -- | -- | -- | --- | --- |
|  | 1. | Orense S.C.         | 6  | 4  | 1  | 1  | 13 | 5  | +8  | 13  |
|  | 2. | Audaz Octubrino     | 6  | 3  | 2  | 1  | 10 | 4  | +6  | 11  |
|  | 3. | Cantera del Jubones | 6  | 3  | 1  | 2  | 7  | 5  | +2  | 10  |
|  | 4. | Santos F.C.         | 6  | 0  | 0  | 6  | 3  | 19 | -16 | 0   |

|  | Campeón y clasificado a los zonales de Segunda Categoría 2017.     |
|  | Vicecampeón y clasificado a los zonales de Segunda Categoría 2017. |

##### Esmeraldas
Clasificación
Grupo 1
|  |    | Equipo                   | PJ | PG | PE | PP | GF | GC | DG  | PTS |
|  | -- | ------------------------ | -- | -- | -- | -- | -- | -- | --- | --- |
|  | 1. | Juventus                 | 8  | 6  | 1  | 1  | 12 | 7  | +5  | 19  |
|  | 2. | Atlético Valencia        | 8  | 5  | 2  | 1  | 12 | 5  | +7  | 17  |
|  | 3. | Vargas Torres            | 7  | 3  | 1  | 3  | 9  | 6  | +3  | 10  |
|  | 4. | Atacames S.C.            | 8  | 2  | 2  | 4  | 10 | 12 | -2  | 8   |
|  | 5. | Centro Juvenil Deportivo | 7  | 0  | 0  | 7  | 2  | 15 | -13 | 0   |

|  | Clasificado al Cuadrangular final. |

Grupo 2
|  |    | Equipo             | PJ | PG | PE | PP | GF | GC | DG  | PTS |
|  | -- | ------------------ | -- | -- | -- | -- | -- | -- | --- | --- |
|  | 1. | Alianza del Pailón | 7  | 6  | 1  | 0  | 15 | 4  | +11 | 19  |
|  | 2. | Rocafuerte S.C.    | 7  | 4  | 1  | 2  | 16 | 8  | +8  | 13  |
|  | 3. | Atlético Quinindé  | 7  | 3  | 3  | 1  | 16 | 8  | +8  | 12  |
|  | 4. | Brasilia           | 7  | 1  | 1  | 5  | 6  | 16 | -10 | 4   |
|  | 5. | U.D.J. de Quinindé | 6  | 0  | 0  | 6  | 2  | 19 | -17 | 0   |

|  | Clasificado al Cuadrangular final. |

Grupo 3
|  |    | Equipo               | PJ | PG | PE | PP | GF | GC | DG  | PTS |
|  | -- | -------------------- | -- | -- | -- | -- | -- | -- | --- | --- |
|  | 1. | 5 de Agosto          | 8  | 7  | 0  | 1  | 18 | 3  | +15 | 21  |
|  | 2. | La Provincia         | 8  | 5  | 0  | 3  | 42 | 5  | +37 | 15  |
|  | 3. | Esmeraldas Petrolero | 8  | 4  | 0  | 4  | 27 | 10 | +17 | 12  |
|  | 4. | Esmeraldas S.C.      | 8  | 4  | 0  | 4  | 23 | 13 | +10 | 12  |
|  | 5. | Quinindé S.C.        | 8  | 0  | 0  | 8  | 2  | 81 | -79 | 0   |

|  | Clasificado al Cuadrangular final. |

Cuadrangular final
|  |    | Equipo             | PJ | PG | PE | PP | GF | GC | DG  | PTS |
|  | -- | ------------------ | -- | -- | -- | -- | -- | -- | --- | --- |
|  | 1. | Juventus           | 6  | 4  | 0  | 2  | 10 | 2  | +8  | 12  |
|  | 2. | 5 de Agosto        | 6  | 4  | 0  | 2  | 7  | 4  | +3  | 12  |
|  | 3. | Alianza del Pailón | 6  | 4  | 0  | 2  | 6  | 3  | +3  | 12  |
|  | 4. | Atlético Valencia  | 6  | 0  | 0  | 6  | 3  | 17 | -14 | 0   |

|  | Campeón y clasificado a los zonales de Segunda Categoría 2017.     |
|  | Vicecampeón y clasificado a los zonales de Segunda Categoría 2017. |

##### Guayas
Clasificación
Grupo 1
|  |    | Equipo              | PJ | PG | PE | PP | GF | GC | DG  | PTS |
|  | -- | ------------------- | -- | -- | -- | -- | -- | -- | --- | --- |
|  | 1. | Guayas F.C.         | 5  | 3  | 2  | 0  | 13 | 2  | +11 | 11  |
|  | 2. | Chacarita Junior    | 5  | 3  | 2  | 0  | 12 | 2  | +10 | 11  |
|  | 3. | Real Fortaleza F.C. | 5  | 3  | 1  | 1  | 14 | 7  | +7  | 10  |
|  | 4. | Toreros F.C.        | 5  | 2  | 1  | 2  | 20 | 3  | +17 | 7   |
|  | 5. | Don Café            | 4  | 0  | 0  | 4  | 2  | 19 | -17 | 0   |
|  | 6. | Sur y Norte         | 4  | 0  | 0  | 4  | 0  | 28 | -28 | 0   |

|  | Clasificado a la Segunda etapa |

Grupo 2
|  |    | Equipo                 | PJ | PG | PE | PP | GF | GC | DG  | PTS |
|  | -- | ---------------------- | -- | -- | -- | -- | -- | -- | --- | --- |
|  | 1. | Atlético Milagro       | 5  | 4  | 1  | 0  | 21 | 6  | +15 | 13  |
|  | 2. | Estudiantes del Guayas | 5  | 3  | 2  | 0  | 8  | 3  | +5  | 11  |
|  | 3. | L.D. Estudiantil       | 5  | 2  | 1  | 2  | 13 | 13 | 0   | 7   |
|  | 4. | Guayaquil Sport        | 4  | 1  | 2  | 1  | 3  | 4  | -1  | 5   |
|  | 5. | Calvi F.C.             | 5  | 1  | 0  | 4  | 9  | 11 | -2  | 3   |
|  | 6. | 9 de Octubre F.C.      | 4  | 0  | 0  | 4  | 5  | 22 | -17 | -12 |

|  | Clasificado a la Segunda etapa |

Grupo 3
|  |    | Equipo            | PJ | PG | PE | PP | GF | GC | DG  | PTS |
|  | -- | ----------------- | -- | -- | -- | -- | -- | -- | --- | --- |
|  | 1. | Rocafuerte F.C.   | 5  | 4  | 0  | 1  | 26 | 4  | +22 | 12  |
|  | 2. | Guayaquil F.C.    | 5  | 3  | 0  | 2  | 13 | 4  | +9  | 9   |
|  | 3. | A.D. Naval        | 5  | 3  | 0  | 2  | 18 | 15 | +3  | 9   |
|  | 4. | Everest           | 5  | 3  | 0  | 2  | 8  | 8  | 0   | 9   |
|  | 5. | Banife            | 5  | 2  | 0  | 3  | 9  | 17 | -8  | 6   |
|  | 6. | Liga de Guayaquil | 5  | 0  | 0  | 5  | 3  | 29 | -26 | 0   |

|  | Clasificado a la Segunda etapa |

Grupo 4
|  |    | Equipo        | PJ | PG | PE | PP | GF | GC | DG  | PTS |
|  | -- | ------------- | -- | -- | -- | -- | -- | -- | --- | --- |
|  | 1. | C.S. Patria   | 5  | 5  | 0  | 0  | 22 | 3  | +19 | 15  |
|  | 2. | Fedeguayas    | 5  | 4  | 0  | 1  | 11 | 6  | +5  | 12  |
|  | 3. | Panamá S.C.   | 5  | 3  | 0  | 2  | 12 | 8  | +4  | 9   |
|  | 4. | Paladín "S"   | 5  | 1  | 0  | 4  | 5  | 12 | -7  | 3   |
|  | 5. | Norte América | 5  | 2  | 0  | 3  | 6  | 12 | -6  | 0   |
|  | 6. | ESPOL         | 5  | 0  | 0  | 5  | 3  | 18 | -15 | 0   |

|  | Clasificado a la Segunda etapa |

Segunda fase
| Fecha               | Lugar       | Local                  |  | Resultado     |  | Visitante              |
| ------------------- | ----------- | ---------------------- |  | ------------- |  | ---------------------- |
| 11 de junio de 2017 | Guayaquil   | Guayaquil F.C.         |  | 1 – 0         |  | C.S. Patria            |
| 14 de junio de 2017 | Samborondón | C.S. Patria            |  | (3) 1 – 0 (1) |  | Guayaquil F.C.         |
| 11 de junio de 2017 | Guayaquil   | Guayas F.C.            |  | 0 – 1         |  | Fedeguayas             |
| 14 de junio de 2017 | Guayaquil   | Fedeguayas             |  | 0 – 2         |  | Guayas F.C.            |
| 11 de junio de 2017 | Guayaquil   | Chacarita Junior       |  | 0 – 1         |  | Rocafuerte F.C.        |
| 14 de junio de 2017 | Guayaquil   | Rocafuerte F.C.        |  | 2 – 0         |  | Chacarita Junior       |
| 11 de junio de 2017 | Guayaquil   | Estudiantes del Guayas |  | 0 – 2         |  | Atlético Milagro       |
| 14 de junio de 2017 | Milagro     | Atlético Milagro       |  | 1 – 1         |  | Estudiantes del Guayas |

Cuadrangular final
|  |    | Equipo           | PJ | PG | PE | PP | GF | GC | DG  | PTS |
|  | -- | ---------------- | -- | -- | -- | -- | -- | -- | --- | --- |
|  | 1. | C.S. Patria      | 6  | 5  | 0  | 1  | 15 | 6  | +9  | 15  |
|  | 2. | Rocafuerte F.C.  | 6  | 4  | 0  | 2  | 15 | 9  | +6  | 12  |
|  | 3. | Atlético Milagro | 6  | 3  | 0  | 3  | 10 | 12 | -2  | 9   |
|  | 4. | Guayas F.C.      | 6  | 0  | 0  | 6  | 4  | 17 | -13 | 0   |

|  | Campeón y clasificado a los zonales de Segunda Categoría 2017.     |
|  | Vicecampeón y clasificado a los zonales de Segunda Categoría 2017. |

##### Imbabura
Clasificación
|  |    | Equipo           | PJ | PG | PE | PP | GF | GC | DG  | PTS |
|  | -- | ---------------- | -- | -- | -- | -- | -- | -- | --- | --- |
|  | 1. | Atlético Ibarra  | 10 | 7  | 3  | 0  | 18 | 3  | +15 | 24  |
|  | 2. | Chivos F.C.      | 10 | 5  | 2  | 3  | 15 | 13 | +2  | 17  |
|  | 3. | Deportivo Ibarra | 9  | 3  | 1  | 5  | 10 | 15 | -5  | 10  |
|  | 4. | San Antonio F.C. | 9  | 1  | 0  | 8  | 13 | 25 | -12 | 3   |

|  | Campeón y clasificado a los zonales de Segunda Categoría 2017. |

##### Loja
Clasificación
|  |    | Equipo              | PJ | PG | PE | PP | GF | GC | DG  | PTS |
|  | -- | ------------------- | -- | -- | -- | -- | -- | -- | --- | --- |
|  | 1. | Ciudad de Yantzaza  | 9  | 9  | 0  | 0  | 50 | 11 | +39 | 27  |
|  | 2. | Búffalos            | 10 | 5  | 2  | 3  | 27 | 18 | +9  | 17  |
|  | 3. | Loja Federal        | 9  | 5  | 0  | 4  | 20 | 21 | -1  | 15  |
|  | 4. | Sport Villarreal    | 10 | 4  | 1  | 5  | 30 | 24 | +6  | 13  |
|  | 5. | Deportivo Chinchipe | 8  | 2  | 2  | 4  | 20 | 21 | -1  | 8   |
|  | 6. | Sportivo Loja       | 10 | 0  | 1  | 9  | 11 | 63 | -52 | 1   |

|  | Campeón y clasificado a los zonales de Segunda Categoría 2017.     |
|  | Vicecampeón y clasificado a los zonales de Segunda Categoría 2017. |

##### Los Ríos
Clasificación
Grupo 1
|  |    | Equipo             | PJ | PG | PE | PP | GF | GC | DG  | PTS |
|  | -- | ------------------ | -- | -- | -- | -- | -- | -- | --- | --- |
|  | 1. | Venecia            | 6  | 3  | 2  | 1  | 8  | 2  | +6  | 11  |
|  | 2. | Fiorentina         | 6  | 3  | 2  | 1  | 3  | 1  | +2  | 11  |
|  | 3. | Independiente F.C. | 6  | 3  | 1  | 2  | 8  | 4  | +4  | 10  |
|  | 4. | Río Babahoyo       | 6  | 0  | 1  | 5  | 3  | 15 | -12 | 1   |

|  | Clasificado al Hexagonal final. |

Grupo 2
|  |    | Equipo            | PJ | PG | PE | PP | GF | GC | DG  | PTS |
|  | -- | ----------------- | -- | -- | -- | -- | -- | -- | --- | --- |
|  | 1. | El Guayacán       | 7  | 6  | 1  | 0  | 30 | 1  | +29 | 19  |
|  | 2. | River F.C.        | 7  | 4  | 2  | 1  | 19 | 5  | +14 | 14  |
|  | 3. | Corinthians       | 7  | 2  | 3  | 2  | 16 | 9  | +7  | 9   |
|  | 4. | Deportivo Mocache | 7  | 2  | 2  | 3  | 15 | 15 | 0   | 8   |
|  | 5. | San Camilo        | 8  | 0  | 0  | 8  | 2  | 52 | -50 | 0   |

|  | Clasificado al Hexagonal final. |

Grupo 3
|  |    | Equipo            | PJ | PG | PE | PP | GF | GC | DG  | PTS |
|  | -- | ----------------- | -- | -- | -- | -- | -- | -- | --- | --- |
|  | 1. | Deportivo Quevedo | 8  | 6  | 1  | 1  | 12 | 6  | +6  | 19  |
|  | 2. | F.C. Insutec      | 8  | 5  | 2  | 1  | 15 | 6  | +9  | 17  |
|  | 3. | Patria            | 8  | 4  | 1  | 3  | 11 | 10 | +1  | 13  |
|  | 4. | Nápoli            | 8  | 1  | 2  | 5  | 11 | 14 | -3  | 5   |
|  | 5. | Montry            | 8  | 1  | 0  | 7  | 6  | 19 | -13 | 3   |

|  | Clasificado al Hexagonal final. |

Hexagonal final
|  |    | Equipo            | PJ | PG | PE | PP | GF | GC | DG  | PTS |
|  | -- | ----------------- | -- | -- | -- | -- | -- | -- | --- | --- |
|  | 1. | Deportivo Quevedo | 10 | 5  | 4  | 1  | 19 | 9  | +10 | 19  |
|  | 2. | F.C. Insutec      | 10 | 5  | 4  | 1  | 18 | 9  | +9  | 19  |
|  | 3. | El Guayacán       | 10 | 4  | 4  | 2  | 15 | 8  | +7  | 16  |
|  | 4. | Fiorentina        | 10 | 4  | 3  | 3  | 20 | 8  | +12 | 15  |
|  | 5. | Venecia           | 10 | 4  | 1  | 5  | 13 | 12 | +1  | 13  |
|  | 6. | River F.C.        | 10 | 0  | 0  | 10 | 4  | 43 | -39 | 0   |

|  | Campeón y clasificado a los zonales de Segunda Categoría 2017.     |
|  | Vicecampeón y clasificado a los zonales de Segunda Categoría 2017. |

##### Manabí
Clasificación
Grupo 1
|  |    | Equipo               | PJ | PG | PE | PP | GF | GC | DG  | PTS |
|  | -- | -------------------- | -- | -- | -- | -- | -- | -- | --- | --- |
|  | 1. | Grecia               | 6  | 5  | 1  | 0  | 20 | 6  | +14 | 16  |
|  | 2. | Ciudad de Pedernales | 6  | 3  | 0  | 3  | 9  | 11 | -2  | 9   |
|  | 3. | Universitario        | 6  | 2  | 2  | 2  | 9  | 12 | -3  | 8   |
|  | 4. | Magaly Masson        | 6  | 0  | 1  | 5  | 5  | 14 | -9  | 1   |

|  | Clasificado a la Segunda etapa |

Grupo 2
|  |    | Equipo            | PJ | PG | PE | PP | GF | GC | DG  | PTS |
|  | -- | ----------------- | -- | -- | -- | -- | -- | -- | --- | --- |
|  | 1. | Peñarol           | 6  | 4  | 2  | 0  | 10 | 3  | +7  | 14  |
|  | 2. | Politécnico       | 6  | 4  | 1  | 1  | 15 | 4  | +11 | 13  |
|  | 3. | Deportivo Calceta | 6  | 2  | 1  | 3  | 5  | 8  | -3  | 7   |
|  | 4. | Germud F.C.       | 6  | 0  | 0  | 6  | 1  | 16 | -15 | 0   |

|  | Clasificado a la Segunda etapa |

Grupo 3
|  |    | Equipo              | PJ | PG | PE | PP | GF | GC | DG  | PTS |
|  | -- | ------------------- | -- | -- | -- | -- | -- | -- | --- | --- |
|  | 1. | Mao Sport           | 6  | 3  | 3  | 0  | 10 | 6  | +4  | 12  |
|  | 2. | Deportivo del Valle | 6  | 3  | 1  | 2  | 11 | 3  | +8  | 10  |
|  | 3. | Atlético Nacional   | 6  | 3  | 0  | 3  | 14 | 8  | +6  | 9   |
|  | 4. | 5 de Julio          | 6  | 0  | 2  | 4  | 7  | 25 | -18 | 2   |

|  | Clasificado a la Segunda etapa |

Grupo 4
|  |    | Equipo              | PJ | PG | PE | PP | GF | GC | DG  | PTS |
|  | -- | ------------------- | -- | -- | -- | -- | -- | -- | --- | --- |
|  | 1. | Atlético Portoviejo | 5  | 4  | 1  | 0  | 33 | 3  | +30 | 13  |
|  | 2. | La Paz              | 5  | 3  | 1  | 1  | 18 | 4  | +14 | 10  |
|  | 3. | Los Azules          | 5  | 1  | 0  | 4  | 12 | 20 | -8  | 3   |
|  | 4. | Palmeiras           | 5  | 1  | 0  | 4  | 4  | 40 | -36 | 3   |

|  | Clasificado a la Segunda etapa |

Grupo 5
|  |    | Equipo       | PJ | PG | PE | PP | GF | GC | DG  | PTS |
|  | -- | ------------ | -- | -- | -- | -- | -- | -- | --- | --- |
|  | 1. | Cristo Rey   | 5  | 4  | 0  | 1  | 13 | 3  | +10 | 12  |
|  | 2. | Cañita Sport | 6  | 4  | 0  | 2  | 14 | 11 | +3  | 12  |
|  | 3. | Los Canarios | 6  | 2  | 0  | 4  | 13 | 15 | -2  | 6   |
|  | 4. | River Plate  | 5  | 1  | 0  | 4  | 6  | 17 | -11 | 3   |

|  | Clasificado a la Segunda etapa |

Grupo 6
|  |    | Equipo            | PJ | PG | PE | PP | GF | GC | DG  | PTS |
|  | -- | ----------------- | -- | -- | -- | -- | -- | -- | --- | --- |
|  | 1. | Galácticos F.C.   | 4  | 4  | 0  | 0  | 22 | 1  | +21 | 12  |
|  | 2. | Juventud Italiana | 3  | 1  | 0  | 2  | 1  | 15 | -14 | 3   |
|  | 3. | Deportivo Colón   | 3  | 0  | 0  | 3  | 1  | 8  | -7  | 0   |

|  | Clasificado a la Segunda etapa |

Segunda fase
| Fecha               | Lugar         | Local                |  | Resultado |  | Visitante            |
| ------------------- | ------------- | -------------------- |  | --------- |  | -------------------- |
| 24 de junio de 2017 | Rocafuerte    | Cañita Sport         |  | 0 – 5     |  | Galácticos F.C.      |
| 28 de junio de 2017 | Manta         | Galácticos F.C.      |  | 10 – 0    |  | Cañita Sport         |
| 24 de junio de 2017 | Flavio Alfaro | La Paz               |  | 1 – 2     |  | Grecia               |
| 28 de junio de 2017 | Chone         | Grecia               |  | 5 – 1     |  | La Paz               |
| 24 de junio de 2017 | Calceta       | Politécnico          |  | 3 – 2     |  | Mao Sport            |
| 28 de junio de 2017 | San Vicente   | Mao Sport            |  | 2 – 2     |  | Politécnico          |
| 24 de junio de 2017 | Chone         | Peñarol              |  | 1 – 0     |  | Deportivo del Valle  |
| 28 de junio de 2017 | Junín         | Deportivo del Valle  |  | 0 – 1     |  | Peñarol              |
| 25 de junio de 2017 | Manta         | Juventud Italiana    |  | 0 – 10    |  | Atlético Portoviejo  |
| 28 de junio de 2017 | Portoviejo    | Atlético Portoviejo  |  | 4 – 2     |  | Juventud Italiana    |
| 25 de junio de 2017 | Pedernales    | Ciudad de Pedernales |  | 0 – 1     |  | Cristo Rey           |
| 28 de junio de 2017 | Portoviejo    | Cristo Rey           |  | 2 – 1     |  | Ciudad de Pedernales |

Tercera fase
| Fecha              | Lugar      | Local               |  | Resultado |  | Visitante           |
| ------------------ | ---------- | ------------------- |  | --------- |  | ------------------- |
| 1 de julio de 2017 | Chone      | Grecia              |  | 2 – 1     |  | Peñarol             |
| 5 de julio de 2017 | Chone      | Peñarol             |  | 2 – 2     |  | Grecia              |
| 1 de julio de 2017 | Portoviejo | Atlético Portoviejo |  | 1 – 2     |  | Politécnico         |
| 5 de julio de 2017 | Calceta    | Politécnico         |  | 2 – 2     |  | Atlético Portoviejo |
| 1 de julio de 2017 | Manta      | Galácticos F.C.     |  | 1 – 0     |  | Cristo Rey          |
| 5 de julio de 2017 | Portoviejo | Cristo Rey          |  | 1 – 1     |  | Galácticos F.C.     |

Cuadro final
|  | Semifinales             | Semifinales     | Semifinales         |   |        | Final       | Final       | Final       |  |
|  | 8 y 12 de julio         | 8 y 12 de julio | 8 y 12 de julio     |   |        | 15 de julio | 15 de julio | 15 de julio |  |
|  |                         |                 |                     |   |        |             |             |             |  |
|  |                         |                 |                     |   |        |             |             |             |  |
|  | Grecia                  | 2               | 1                   |   |        |             |             |             |  |
|  | Grecia                  | 2               | 1                   |   |        |             |             |             |  |
|  | Politécnico             | 0               | 1                   |   |        |             |             |             |  |
|  | Politécnico             | 0               | 1                   |   | Grecia | 0           | -           |             |  |
|  |                         |                 |                     |   | Grecia | 0           | -           |             |  |
|  |                         |                 | Atlético Portoviejo | 2 | -      |             |             |             |  |
|  | Galácticos F.C.         | 1               | Atlético Portoviejo | 2 | -      | 0           |             |             |  |
|  | Galácticos F.C.         | 1               |                     |   |        | 0           |             |             |  |
|  | Atlético Portoviejo (v) | 1               | 0                   |   |        |             |             |             |  |
|  | Atlético Portoviejo (v) | 1               | 0                   |   |        |             |             |             |  |
|  |                         |                 |                     |   |        |             |             |             |  |

##### Morona Santiago
Clasificación

##### Napo
Clasificación

##### Orellana
Clasificación
|  |    | Equipo                | PJ | PG | PE | PP | GF | GC | DG  | PTS |
|  | -- | --------------------- | -- | -- | -- | -- | -- | -- | --- | --- |
|  | 1. | Anaconda F.C.         | 12 | 7  | 4  | 1  | 45 | 13 | +32 | 25  |
|  | 2. | Abuelos F.C.          | 12 | 5  | 3  | 4  | 36 | 16 | +20 | 18  |
|  | 3. | Deportivo Coca        | 12 | 4  | 4  | 4  | 20 | 15 | +5  | 14  |
|  | 4. | Estrellas de Orellana | 12 | 2  | 1  | 9  | 6  | 63 | -57 | 7   |

| 9 de julio de 2017, 15:00 | Abuelos F.C. | 1:0 | Anaconda F.C. | Estadio Liga Deportiva Cantonal, La Joya de los Sachas |  |

##### Pastaza
Clasificación
|  |    | Equipo             | PJ | PG | PE | PP | GF | GC | DG  | PTS |
|  | -- | ------------------ | -- | -- | -- | -- | -- | -- | --- | --- |
|  | 1. | Deportivo Puyo     | 12 | 7  | 5  | 0  | 42 | 2  | +40 | 26  |
|  | 2. | Pastaza S.C.       | 12 | 7  | 5  | 0  | 30 | 2  | +28 | 26  |
|  | 3. | El Recreo          | 12 | 4  | 2  | 6  | 14 | 46 | -32 | 14  |
|  | 4. | Deportivo Sarayaku | 12 | 0  | 0  | 12 | 0  | 36 | -36 | 0   |

|  | Campeón y clasificado a los zonales de Segunda Categoría 2017. |
|  | Deportivo Sarayaku perdió la categoría.                        |

##### Pichincha
Clasificación
|                  |     | Equipo            | PJ | PG | PE | PP | GF | GC | DG  | PTS |
| ---------------- | --- | ----------------- | -- | -- | -- | -- | -- | -- | --- | --- |
| Bandera de Quito | 1.  | Espoli            | 20 | 13 | 5  | 2  | 44 | 12 | +32 | 44  |
|                  | 2.  | Puerto Quito      | 20 | 12 | 7  | 1  | 47 | 14 | +33 | 43  |
|                  | 3.  | Cuniburo F.C.     | 20 | 12 | 5  | 3  | 42 | 26 | +16 | 41  |
| Bandera de Quito | 4.  | Deportivo Quito   | 20 | 10 | 3  | 7  | 29 | 22 | +7  | 33  |
| Bandera de Quito | 5.  | Cumbayá F.C.      | 20 | 9  | 4  | 7  | 32 | 18 | +14 | 31  |
|                  | 6.  | S.D. Rayo         | 20 | 8  | 6  | 6  | 29 | 23 | +6  | 30  |
| Bandera de Quito | 7.  | F.C. U.I.D.E.     | 20 | 7  | 6  | 7  | 30 | 29 | +1  | 27  |
|                  | 8.  | J.I. de Tabacundo | 20 | 5  | 5  | 10 | 22 | 38 | -16 | 20  |
|                  | 9.  | Rumiñahui         | 20 | 4  | 1  | 15 | 30 | 63 | -33 | 13  |
|                  | 10. | Galácticos F.C.   | 19 | 2  | 4  | 13 | 18 | 51 | -33 | 10  |
| Bandera de Quito | 11. | U.S.F.Q.          | 19 | 1  | 6  | 12 | 20 | 47 | -27 | 9   |

|  | Campeón y clasificado a los zonales de Segunda Categoría 2017.     |
|  | Vicecampeón y clasificado a los zonales de Segunda Categoría 2017. |

##### Santa Elena
Clasificación

##### Santo Domingo de los Tsáchilas
Clasificación
|  |    | Equipo                  | PJ | PG | PE | PP | GF | GC | DG  | PTS |
|  | -- | ----------------------- | -- | -- | -- | -- | -- | -- | --- | --- |
|  | 1. | San Rafael              | 14 | 9  | 4  | 1  | 32 | 9  | +23 | 31  |
|  | 2. | Talleres                | 14 | 9  | 2  | 3  | 35 | 21 | +14 | 29  |
|  | 3. | Águilas                 | 13 | 6  | 3  | 4  | 22 | 20 | +2  | 21  |
|  | 4. | Deportivo Santo Domingo | 13 | 6  | 2  | 5  | 29 | 23 | +6  | 20  |
|  | 5. | Nacional                | 13 | 4  | 3  | 6  | 17 | 24 | -7  | 15  |
|  | 6. | Colorados S.C.          | 14 | 4  | 1  | 9  | 18 | 25 | -7  | 13  |
|  | 7. | Ramos y Ramos           | 13 | 3  | 3  | 7  | 18 | 29 | -11 | 12  |
|  | 8. | Japan Auto              | 14 | 4  | 0  | 10 | 25 | 45 | -20 | 12  |

|  | Campeón y clasificado a los zonales de Segunda Categoría 2017.     |
|  | Vicecampeón y clasificado a los zonales de Segunda Categoría 2017. |
|  | Desciende a la Liga Amateur.                                       |

##### Sucumbíos
Clasificación
|  |    | Equipo             | PJ | PG | PE | PP | GF | GC  | DG   | PTS |
|  | -- | ------------------ | -- | -- | -- | -- | -- | --- | ---- | --- |
|  | 1. | Deportivo Oriental | 9  | 7  | 2  | 0  | 61 | 6   | +55  | 23  |
|  | 2. | Caribe Junior      | 9  | 5  | 2  | 2  | 50 | 10  | +40  | 17  |
|  | 3. | Chicos Malos       | 9  | 3  | 2  | 4  | 33 | 23  | +10  | 11  |
|  | 4. | Consejo Provincial | 9  | 0  | 0  | 9  | 5  | 115 | -110 | 0   |

|  | Campeón y clasificado a los zonales de Segunda Categoría 2017. |

##### Tungurahua
Clasificación
|  |    | Equipo                | PJ | PG | PE | PP | GF | GC | DG  | PTS |
|  | -- | --------------------- | -- | -- | -- | -- | -- | -- | --- | --- |
|  | 1. | Chacaritas            | 10 | 9  | 1  | 0  | 41 | 4  | +37 | 28  |
|  | 2. | América de Ambato     | 9  | 6  | 1  | 2  | 21 | 13 | +8  | 19  |
|  | 3. | Baños Ciudad de Fuego | 9  | 4  | 1  | 4  | 23 | 19 | +4  | 13  |
|  | 4. | Pelileo S.C.          | 10 | 3  | 0  | 7  | 26 | 36 | -10 | 9   |
|  | 5. | El Globo              | 9  | 1  | 2  | 6  | 9  | 31 | -22 | 5   |
|  | 6. | León Carr             | 9  | 2  | 1  | 6  | 17 | 34 | -17 | 4   |

|  | Campeón y clasificado a los zonales de Segunda Categoría 2017.     |
|  | Vicecampeón y clasificado a los zonales de Segunda Categoría 2017. |

#### Fase Regional (Zonales)
– Clasificado para los Cuadrangulares semifinales.
     – Perdió la categoría.

##### Zona 1
|  |    | Equipo                | PJ | PG | PE | PP | GF | GC | DG  | PTS |
|  | -- | --------------------- | -- | -- | -- | -- | -- | -- | --- | --- |
|  | 1° | Espoli                | 9  | 8  | 0  | 1  | 31 | 5  | +26 | 24  |
|  | 2° | Atlético Ibarra       | 9  | 7  | 0  | 2  | 18 | 7  | +11 | 20  |
|  | 3° | América S.C.          | 9  | 5  | 0  | 4  | 16 | 8  | +8  | 15  |
|  | 4° | Deportivo Oriental    | 9  | 4  | 0  | 5  | 16 | 32 | -16 | 8   |
|  | 5° | Deportivo San Gabriel | 8  | 2  | 0  | 6  | 16 | 22 | -6  | 5   |
|  | 6° | Abuelos F.C.          | 10 | 1  | 0  | 9  | 4  | 27 | -23 | 2   |

##### Zona 2
|  |    | Equipo          | PJ | PG | PE | PP | GF | GC | DG  | PTS |
|  | -- | --------------- | -- | -- | -- | -- | -- | -- | --- | --- |
|  | 1° | Chacaritas      | 10 | 5  | 4  | 1  | 15 | 5  | +10 | 19  |
|  | 2° | Puerto Quito    | 10 | 5  | 4  | 1  | 15 | 7  | +8  | 19  |
|  | 3° | Deportivo Guano | 10 | 4  | 3  | 3  | 13 | 7  | +6  | 15  |
|  | 4° | Deportivo Puyo  | 10 | 4  | 3  | 3  | 9  | 6  | +3  | 14  |
|  | 5° | Mineros S.C.    | 10 | 3  | 4  | 3  | 12 | 10 | +2  | 12  |
|  | 6° | Valle de Quijos | 10 | 0  | 0  | 10 | 2  | 31 | -29 | -4  |

##### Zona 3
|  |    | Equipo              | PJ | PG | PE | PP | GF | GC | DG  | PTS |
|  | -- | ------------------- | -- | -- | -- | -- | -- | -- | --- | --- |
|  | 1° | F.C. Insutec        | 10 | 6  | 2  | 2  | 18 | 6  | +12 | 20  |
|  | 2° | Duros del Balón     | 10 | 6  | 1  | 3  | 21 | 10 | +11 | 19  |
|  | 3° | La Unión            | 10 | 6  | 1  | 3  | 18 | 10 | +8  | 19  |
|  | 4° | 5 de Agosto         | 10 | 5  | 3  | 2  | 11 | 9  | +2  | 17  |
|  | 5° | Atlético Portoviejo | 10 | 3  | 1  | 6  | 11 | 13 | -2  | 10  |
|  | 6° | San Rafael          | 10 | 0  | 0  | 10 | 2  | 33 | -31 | -2  |

##### Zona 4
|  |    | Equipo            | PJ | PG | PE | PP | GF | GC | DG  | PTS |
|  | -- | ----------------- | -- | -- | -- | -- | -- | -- | --- | --- |
|  | 1° | Juventus          | 10 | 5  | 3  | 2  | 23 | 14 | +9  | 18  |
|  | 2° | Grecia            | 10 | 5  | 3  | 2  | 14 | 9  | +5  | 18  |
|  | 3° | Alianza           | 10 | 4  | 2  | 4  | 13 | 18 | -5  | 14  |
|  | 4° | Deportivo Quevedo | 10 | 3  | 4  | 3  | 12 | 8  | +4  | 13  |
|  | 5° | Alianza Cotopaxi  | 10 | 4  | 1  | 5  | 19 | 15 | +4  | 12  |
|  | 6° | Talleres          | 10 | 2  | 1  | 7  | 13 | 30 | -17 | 6   |

##### Zona 5
|  |    | Equipo          | PJ | PG | PE | PP | GF | GC | DG  | PTS |
|  | -- | --------------- | -- | -- | -- | -- | -- | -- | --- | --- |
|  | 1° | Orense S.C.     | 8  | 6  | 1  | 1  | 19 | 6  | +13 | 18  |
|  | 2° | Rocafuerte F.C. | 7  | 5  | 1  | 1  | 20 | 4  | +16 | 16  |
|  | 3° | Atenas F.C.     | 7  | 3  | 2  | 2  | 8  | 8  | 0   | 11  |
|  | 4° | Municipal Cañar | 6  | 1  | 0  | 5  | 10 | 16 | -6  | 3   |
|  | 5° | Búffalos        | 6  | 0  | 0  | 6  | 2  | 25 | -23 | -4  |

##### Zona 6
|  |    | Equipo                | PJ | PG | PE | PP | GF | GC | DG  | PTS |
|  | -- | --------------------- | -- | -- | -- | -- | -- | -- | --- | --- |
|  | 1° | C.S. Patria           | 10 | 7  | 2  | 1  | 21 | 5  | +16 | 23  |
|  | 2° | San Francisco         | 10 | 7  | 1  | 2  | 20 | 3  | +17 | 22  |
|  | 3° | Audaz Octubrino       | 10 | 6  | 3  | 1  | 14 | 6  | +8  | 21  |
|  | 4° | Baldor Bermeo Cabrera | 9  | 2  | 0  | 7  | 10 | 19 | -9  | 6   |
|  | 5° | Deportivo Morona      | 10 | 2  | 1  | 7  | 7  | 19 | -12 | 3   |
|  | 6° | Ciudad de Yantzaza    | 9  | 1  | 1  | 7  | 6  | 26 | -20 | 0   |

#### Fase Nacional (Cuadrangulares Semifinales)

##### Grupo 1
|  |    | Equipo          | PJ | PG | PE | PP | GF | GC | DG | PTS |
|  | -- | --------------- | -- | -- | -- | -- | -- | -- | -- | --- |
|  | 1° | Rocafuerte F.C. | 6  | 4  | 1  | 1  | 13 | 4  | +9 | 13  |
|  | 2° | Juventus        | 6  | 4  | 0  | 2  | 10 | 8  | +2 | 12  |
|  | 3° | Espoli          | 6  | 1  | 1  | 4  | 9  | 11 | -2 | 4   |
|  | 4° | San Francisco   | 6  | 2  | 0  | 4  | 5  | 14 | -9 | 0   |

##### Grupo 2
|  |    | Equipo          | PJ | PG | PE | PP | GF | GC | DG  | PTS |
|  | -- | --------------- | -- | -- | -- | -- | -- | -- | --- | --- |
|  | 1° | Chacaritas      | 6  | 4  | 1  | 1  | 9  | 3  | +6  | 13  |
|  | 2° | Grecia          | 6  | 4  | 1  | 1  | 10 | 5  | +5  | 13  |
|  | 3° | F.C. Insutec    | 5  | 2  | 0  | 3  | 6  | 6  | 0   | 6   |
|  | 4° | Atlético Ibarra | 5  | 0  | 0  | 5  | 2  | 13 | -11 | 0   |

##### Grupo 3
|  |    | Equipo          | PJ | PG | PE | PP | GF | GC | DG  | PTS |
|  | -- | --------------- | -- | -- | -- | -- | -- | -- | --- | --- |
|  | 1° | Puerto Quito    | 6  | 4  | 2  | 0  | 13 | 3  | +10 | 14  |
|  | 2° | Orense S.C.     | 6  | 4  | 1  | 1  | 13 | 5  | +8  | 13  |
|  | 3° | C.S. Patria     | 5  | 0  | 2  | 3  | 1  | 9  | -8  | 2   |
|  | 4° | Duros del Balón | 5  | 0  | 1  | 4  | 2  | 12 | -10 | 1   |

#### Fase Final (Cuadrangular Final)
Clasificación
|  |  |    | Equipo          | PJ | PG | PE | PP | GF | GC | DG | PTS |
|  |  | -- | --------------- | -- | -- | -- | -- | -- | -- | -- | --- |
|  |  | 1° | Puerto Quito    | 6  | 3  | 3  | 0  | 9  | 5  | +4 | 12  |
|  |  | 2° | Orense S.C.     | 6  | 1  | 5  | 0  | 4  | 3  | +1 | 8   |
|  |  | 3° | Chacaritas      | 6  | 1  | 3  | 2  | 8  | 9  | -1 | 6   |
|  |  | 4° | Rocafuerte F.C. | 6  | 0  | 3  | 3  | 4  | 8  | -4 | 3   |

|  | Campeón ascendido a la Serie B 2018.     |
|  | Vicecampeón ascendido a la Serie B 2018. |

## Ascensos y descensos
| Categorías                | Equipos descendidos          | Equipos ascendidos          |
| ------------------------- | ---------------------------- | --------------------------- |
| Serie A Serie B           | Clan Juvenil Fuerza Amarilla | Técnico Universitario Aucas |
| Serie B Segunda Categoría | Imbabura S.C. Colón F.C.     | Puerto Quito Orense S.C.    |

## Torneos internacionales
Véase además Anexo:Clubes ecuatorianos en torneos internacionales

### Copa Libertadores
|  |    | Equipo                  | Fase final       | PTS | PJ | PG | PE | PP | GF | GC | DG |
|  | -- | ----------------------- | ---------------- | --- | -- | -- | -- | -- | -- | -- | -- |
|  | 1° | Barcelona S.C.          | Semifinales      | 20  | 12 | 6  | 2  | 4  | 11 | 12 | -1 |
|  | 2° | C.S. Emelec             | Octavos de final | 13  | 8  | 4  | 1  | 3  | 9  | 6  | 3  |
|  | 3° | Independiente del Valle | Fase 2           | 7   | 4  | 2  | 1  | 1  | 5  | 5  | 0  |
|  | 4° | El Nacional             | Fase 2           | 1   | 2  | 0  | 1  | 1  | 2  | 3  | -1 |

### Copa Sudamericana
|  |     | Equipo               | Fase final       | PTS | PJ | PG | PE | PP | GF | GC | DG |
|  | --- | -------------------- | ---------------- | --- | -- | -- | -- | -- | -- | -- | -- |
|  | 1.° | Liga de Quito        | Octavos de final | 10  | 6  | 3  | 1  | 2  | 7  | 6  | 1  |
|  | 2.° | Universidad Católica | Segunda fase     | 6   | 4  | 2  | 0  | 2  | 7  | 7  | 0  |
|  | 3.° | Fuerza Amarilla      | Segunda fase     | 4   | 4  | 1  | 1  | 2  | 2  | 4  | -2 |
|  | 4.° | Deportivo Cuenca     | Primera fase     | 2   | 2  | 0  | 2  | 0  | 2  | 2  | 0  |

## Selección nacional masculina

### Mayores

#### Partidos de la Selección mayor en 2017
| Fecha           | Lugar                                           | Rival             | Marcador | Competencia              | Goles de Ecuador                                                     |
| --------------- | ----------------------------------------------- | ----------------- | -------- | ------------------------ | -------------------------------------------------------------------- |
| 22 de febrero   | Arena Banco del Pacífico Guayaquil, Ecuador     | Honduras          | 3 : 1    | Amistoso                 | Marcos Caicedo 53' · Robert Arboleda 60' · José Cevallos 81'         |
| 23 de marzo     | Estadio Defensores del Chaco Asunción, Paraguay | Paraguay          | 1 : 2    | Eliminatorias Rusia 2018 | Felipe Caicedo 70' (pen.)                                            |
| 28 de marzo     | Estadio Olímpico Atahualpa Quito, Ecuador       | Colombia          | 0 : 2    | Eliminatorias Rusia 2018 | - - - - -                                                            |
| 8 de junio      | FAU Stadium Boca Ratón, Estados Unidos          | Venezuela         | 1 : 1    | Amistoso                 | Mikel Villanueva 29' (a.g.)                                          |
| 13 de junio     | Red Bull Arena New Jersey, Estados Unidos       | El Salvador       | 3 : 0    | Amistoso                 | Jhon Cifuente 18' · Enner Valencia 52' · Fernando Gaibor 79' (pen.)  |
| 26 de julio     | Arena Banco del Pacífico Guayaquil, Ecuador     | Trinidad y Tobago | 3 : 1    | Amistoso                 | Juan Anangonó 21' · Fernando Gaibor 74' (pen.) · Jacob Murillo 90+4' |
| 31 de agosto    | Arena do Grêmio Porto Alegre, Brasil            | Brasil            | 0 : 2    | Eliminatorias Rusia 2018 | - - - - -                                                            |
| 5 de septiembre | Estadio Olímpico Atahualpa Quito, Ecuador       | Perú              | 1 : 2    | Eliminatorias Rusia 2018 | Enner Valencia 80' (pen.)                                            |
| 5 de octubre    | Estadio Monumental Santiago, Chile              | Chile             | 1 : 2    | Eliminatorias Rusia 2018 | Romario Ibarra 84'                                                   |
| 10 de octubre   | Estadio Olímpico Atahualpa Quito, Ecuador       | Argentina         | 1 : 3    | Eliminatorias Rusia 2018 | Romario Ibarra 1'                                                    |

### Juveniles

#### Sub-20

##### Campeonato Sudamericano Sub-20 de 2017
| Equipo                    | Fase final                   | PTS | PJ | PG | PE | PP | GF | GC | DG |
| ------------------------- | ---------------------------- | --- | -- | -- | -- | -- | -- | -- | -- |
| Selección nacional Sub-20 | Hexagonal final (Subcampeón) | 14  | 9  | 4  | 2  | 3  | 18 | 14 | +4 |

##### Copa Mundial de Fútbol Sub-20 de 2017
| Equipo                    | Fase final               | PTS | PJ | PG | PE | PP | GF | GC | DG |
| ------------------------- | ------------------------ | --- | -- | -- | -- | -- | -- | -- | -- |
| Selección nacional Sub-20 | Fase de grupos (Grupo F) | 2   | 3  | 0  | 2  | 1  | 4  | 5  | -1 |

##### Grupo F
| Equipo         | Pts. | PJ | PG | PE | PP | GF | GC | Dif. |
| -------------- | ---- | -- | -- | -- | -- | -- | -- | ---- |
| Estados Unidos | 5    | 3  | 1  | 2  | 0  | 5  | 4  | 1    |
| Senegal        | 4    | 3  | 1  | 1  | 1  | 2  | 1  | 1    |
| Arabia Saudita | 4    | 3  | 1  | 1  | 1  | 3  | 4  | -1   |
| Ecuador        | 2    | 3  | 0  | 2  | 1  | 4  | 5  | -1   |

| 22 de mayo de 2017, 17:00 (UTC+9) | Ecuador                  | 3:3 (2:1) | Estados Unidos                      | Estadio de Incheon, Incheon                             |                                                         |
|                                   | Lino 5' · Cabezas 7' 64' | Reporte   | Sargent 36' 54' · De la Torre 90+4' | Asistencia: 3886 espectadores Árbitro(s): Björn Kuipers | Asistencia: 3886 espectadores Árbitro(s): Björn Kuipers |

| 25 de mayo de 2017, 17:00 (UTC+9) | Ecuador     | 1:2 (0:1) | Arabia Saudita | Estadio de Incheon, Incheon                           |                                                       |
|                                   | Caicedo 89' | Reporte   | Al-Yami 7' 84' | Asistencia: 3496 espectadores Árbitro(s): Sidi Alioum | Asistencia: 3496 espectadores Árbitro(s): Sidi Alioum |

| 28 de mayo de 2017, 18:00 (UTC+9) | Senegal | 0:0     | Ecuador | Estadio Mundialista, Jeonju                                     |                                                                 |
|                                   |         | Reporte |         | Asistencia: 11 047 espectadores Árbitro(s): Antonio Mateu Lahoz | Asistencia: 11 047 espectadores Árbitro(s): Antonio Mateu Lahoz |

#### Sub-17

##### Campeonato Sudamericano Sub-17 de 2017
| Equipo                    | Fase final                 | PTS | PJ | PG | PE | PP | GF | GC | DG |
| ------------------------- | -------------------------- | --- | -- | -- | -- | -- | -- | -- | -- |
| Selección nacional Sub-17 | Hexagonal final (6° lugar) | 7   | 9  | 2  | 1  | 6  | 8  | 15 | -7 |

#### Sub-15

##### Campeonato Sudamericano Sub-15 de 2017
| Equipo                    | Fase final   | PTS | PJ | PG | PE | PP | GF | GC | DG |
| ------------------------- | ------------ | --- | -- | -- | -- | -- | -- | -- | -- |
| Selección nacional Sub-15 | TBD (?° TBD) | 0   | 0  | 0  | 0  | 0  | 0  | 0  | 0  |

### Fútbol Playa

#### Copa América de Fútbol Playa
| Equipo                    | Fase final              | PTS | PJ | PG | PG+ | PP | GF | GC | DG |
| ------------------------- | ----------------------- | --- | -- | -- | --- | -- | -- | -- | -- |
| Selección de fútbol playa | Segunda fase (3° lugar) | 8   | 6  | 2  | 2   | 2  | 22 | 30 | -8 |

#### Copa Mundial de Fútbol Playa de 2017
| Equipo                    | Fase final               | PTS | PJ | PG | PG+ | PP | GF | GC | DG  |
| ------------------------- | ------------------------ | --- | -- | -- | --- | -- | -- | -- | --- |
| Selección de fútbol playa | Fase de grupos (Grupo A) | 0   | 3  | 0  | 0   | 3  | 6  | 22 | -16 |

#### Grupo A
| Equipo  | Pts | PJ | PG | PG+ | PG++ | PP | GF | GC | Dif | Rend |
| ------- | --- | -- | -- | --- | ---- | -- | -- | -- | --- | ---- |
| Suiza   | 7   | 3  | 2  | 0   | 1    | 0  | 18 | 13 | 5   | 78%  |
| Senegal | 6   | 3  | 2  | 0   | 0    | 1  | 25 | 7  | 18  | 67%  |
| Bahamas | 3   | 3  | 1  | 0   | 0    | 2  | 7  | 14 | -7  | 33%  |
| Ecuador | 0   | 3  | 0  | 0   | 0    | 3  | 6  | 22 | -16 | 0%   |

| 27 de abril de 2017, 17:00 | Ecuador | 0:9                       | Senegal | Nassau National Beach Soccer Arena, Nasáu                        |                                                                  |
|                            |         | ( 0:3, 0:4, 0:2 ) Reporte | Diagne 5'44"' 16'35"' · Barry 6'47"' 8'23"' 20'53"' · Ndoye 14'47"' 33'46"' · Diassy 24'00"' · Balde 24'43"' | Asistencia: 650 espectadores Árbitro(s): Ebrahim Almansory (UAE) | Asistencia: 650 espectadores Árbitro(s): Ebrahim Almansory (UAE) |

| 29 de abril de 2017, 17:00 | Suiza | 9:5                       | Ecuador                                                                      | Nassau National Beach Soccer Arena, Nasáu                    |                                                              |
|                            | Jaeggy 06'26"' · Stankovic 07'47"' 14'19"' 32'18"' · Ott 09'10"' 09'40"' 17'58"' 22'05"' · Werder 09'56"' | ( 5:0, 3:5, 1:0 ) Reporte | Bailón 14'32"' · Cedeño 15'37"' 21'35"' · Delgado 20'08"' · Gallegos 22'44"' | Asistencia: 1700 espectadores Árbitro(s): Juan Ángeles (DOM) | Asistencia: 1700 espectadores Árbitro(s): Juan Ángeles (DOM) |

| 1 de mayo de 2017, 20:00 | Bahamas                                                         | 4:1                       | Ecuador         | Nassau National Beach Soccer Arena, Nasáu                 |                                                           |
|                          | Francois 18'13"' 32'49"' · St. Fleur 21'44"' · Williams 33'14"' | ( 0:0, 2:0, 2:1 ) Reporte | Moreira 28'39"' | Asistencia: 3400 espectadores Árbitro(s): Hugo Pado (SOL) | Asistencia: 3400 espectadores Árbitro(s): Hugo Pado (SOL) |